# Arne Uplegger
Arne Uplegger (* 11. Februar 1998 in Bad Muskau) ist ein deutscher Eishockeyspieler, der seit Juli 2025 bei den Bietigheim Steelers aus der DEL2 unter Vertrag steht und dort auf der Position des Verteidigers spielt. Zuvor war Uplegger ausschließlich für die Dresdner Eislöwen im Profibereich aktiv gewesen.

## Karriere
Arne Uplegger wurde in Bad Muskau geboren und begann mit dem Eishockeysport beim ES Weißwasser. Dort durchlief er alle Nachwuchsmannschaften bis hin zum U18-Team aus der DNL II, ehe er 2016 zu den Dresdner Eislöwen Juniors wechselte und für diese in der Deutschen Nachwuchsliga (DNL) aktiv war. Ab der Saison 2017/18 gehörte er zum erweiterten Kader des DEL2-Teams der Eislöwen und debütierte im Dezember 2017 gegen seinen Heimatverein, die Lausitzer Füchse, in der zweiten deutschen Spielklasse. Im März 2018 erhielt Uplegger seinen ersten Profivertrag bei den Eislöwen, der in den Folgejahren jeweils verlängert wurde. Im Frühjahr 2025 gelang ihm mit den Eislöwen der Gewinn der Meisterschaft der DEL2, der gleichbedeutend mit dem Aufstieg in die Deutsche Eishockey Liga (DEL) war.
Der Verteidiger erhielt infolge des Aufstiegs aber keinen neuen Vertrag bei den Eislöwen. Durch den Wechsel zum DEL2-Aufsteiger Bietigheim Steelers verblieb er aber in Liga.

## Erfolge und Auszeichnungen
- 2025 DEL2-Meister und Aufstieg in die DEL mit den Dresdner Eislöwen

## Karrierestatistik
Stand: Ende der Saison 2024/25
(Legende zur Spielerstatistik: Sp oder GP = absolvierte Spiele; T oder G = erzielte Tore; V oder A = erzielte Assists; Pkt oder Pts = erzielte Scorerpunkte; SM oder PIM = erhaltene Strafminuten; +/− = Plus/Minus-Bilanz; PP = erzielte Überzahltore; SH = erzielte Unterzahltore; GW = erzielte Siegtore; 1 Play-downs/Relegation; Kursiv: Statistik nicht vollständig)